# Приріт карликовий
Приріт карликовий (Batis perkeo) — вид горобцеподібних птахів прирітникових (Platysteiridae).

## Поширення
Вид поширений в Східній Африці. Трапляється в Кенії та Сомалі, на півдні Ефіопії, південному сході Південного Судану, північному сході Уганди та на півночі Танзанії. Мешкає у скребах, що складаються з Senegalia та Commiphora.

## Опис
Дрібний птах, завдовжки 8–9 см і вагою 5–9 г. Самець має блакитно-сіру голову і спину з контрастною чорною лицьовою маскою і коротким білим суперцилієм (бровою) над жовтим оком. Крила і поперек плямисто-білі. Крила чорні з широкою білою смужкою. Хвіст чорний, але зовнішні пір'я мають білі краї і кінчики. Нижня частина тіла біла з вузькою чорною грудкою у самців та коричневою у самиць. Дзьоб і ніжки чорні.